# Pas chez soi pour Noël
Pas chez soi pour Noël (I Won't Be Home for Christmas) est le neuvième épisode de la vingt-sixième saison de la série télévisée Les Simpson et le 561e épisode de la série. Il est sorti en première sur le réseau Fox le 7 décembre 2014.

## Synopsis
Moe, qui ne veut pas être seul pour Noël, demande à Homer de passer la nuit avec lui. Cependant, celui-ci avait promis d'être là à minuit avec sa famille pour la messe. En rentrant chez lui, Homer est mis à la porte par Marge, qui est furieuse. Il va alors fêter Noël avec ceux qui comme lui n'ont pas la chance de pouvoir bénéficier d'une famille. Cependant, Moe vient se confesser auprès de Marge et celle-ci prise de remords, va aller chercher son mari...

## Réception
Lors de sa première diffusion l'épisode a attiré 6,41 millions de téléspectateurs.